# دودانلو (تكاب)
دودانلو (بالفارسية: دودانلو) هي قرية تقع في إيران في Takab Rural District. يقدر عدد سكانها بـ 110 نسمة بحسب إحصاء 2016.